# Chute du Staubbach
La chute du Staubbach (Staubbachfall) est une chute d'eau d'une hauteur de 297 m sur le Staubbach, un affluent de la Weisse Lütschine, située à Lauterbrunnen, dans le canton de Berne, en Suisse,.
Plus haute chute « libre » (dont l'eau tombe sans rencontrer d'obstacle) de Suisse, elle forme lors de sa chute un brouillard de fines gouttelettes, notamment en présence de vent, dont le Staubbach tire son nom allemand, qui signifie littéralement « ruisseau de poussière ».
La chute du Staubbach a inspiré à Goethe son poème Le chant des esprits sur les eaux.